# Étienne Gauthier
Pour les articles homonymes, voir Gauthier.
Étienne Gauthier, né le 11 août 1761 à Balesmes-sur-Marne (Haute-Marne), mort le 19 avril 1826 à Tours (Indre-et-Loire), est un général français de la Révolution et de l’Empire.

## États de service
Fils de laboureur, Étienne Gauthier entre en service le 22 mars 1782, comme soldat dans le Régiment d'Auvergne. Il fait les campagnes de 1782 et 1783, sur mer et à la Martinique sous les ordres de l’amiral de Grasse, et il obtient son congé le 22 mars 1790.
Le 20 septembre 1792, il est élu capitaine dans le 3e bataillon de la république, levé à Paris, et devenu 4e demi-brigade d’infanterie, il fait les campagnes de 1792 à l’an IV, aux armées du Rhin, de l’Ouest et de Rhin-et-Moselle. Le 1er brumaire an V (22 octobre 1796), il passe dans la 46e demi-brigade de bataille à l’Armée d'Angleterre.
En l’an VI, il rejoint l’armée du Danube, et le 6 thermidor an VIII (24 juillet 1800), il est nommé chef de bataillon à l’armée du Rhin. Il rentre en France après la paix de Lunéville, et il est fait chevalier de la Légion d’honneur le 25 prairial an XII (14 juin 1804), au camp de Boulogne, où il reste employé jusqu’à la fin de 1807. 
Il est nommé colonel le 13 septembre 1808, au 120e régiment d’infanterie de ligne, rattaché au 2e corps de l’armée d’Espagne. Il est blessé au pied droit et à la cuisse gauche le 29 novembre 1810, à l’affaire de Fresno. Il est élevé au grade d’officier de la Légion d’honneur le 1er octobre 1810, et il continue ses services aux avant-postes de l’armée du Midi dans la division du général Bonet. 
Il est promu général de brigade le 7 février 1812, et il est cité d’une manière tellement honorable par le général Clauzel dans son rapport du 24 septembre, que l’Empereur le crée baron de l’Empire le 30 décembre 1812.
En 1813, il est envoyé à l’armée du Portugal avec le général comte Reille, il se distingue à la Bataille de Vitoria le 21 juin 1813, et après l’évacuation de la péninsule, il se rend de Bayonne à la Grande Armée, où il prend place dans la division du général Boyer. Il est blessé d’un coup de feu à la tête le 13 février 1814, à l’affaire du pont de Bray-sur-Seine.
En non activité à Tours, il est fait chevalier de Saint-Louis le 5 octobre 1814, par le roi Louis XVIII.
Pendant les Cent-Jours, il prend le commandement de la ville, du château et de l’arrondissement de Saumur, et il se conduit avec courage et prudence dans les engagements que ses troupes ont avec les insurgés du département.
Il est admis à la retraite le 6 octobre 1815, et il s’établi à Tours où il meurt le 19 avril 1826.

## Titre
- Baron de l’Empire (décret du 30 décembre 1812, lettres patentes du 11 novembre 1813).

- Armoiries : D’argent au chevron de gueules accompagné en chef de deux têtes de cheval, de sable, et en pointe d’une molette d’éperon, du même ; au comble d’azur chargé de trois étoiles d’or, en fasce ; franc-quartier des barons tirés de l’armée brochant au neuvième de l’écu. Pour livrées les couleurs de l’écu[2].

## Décorations
- Légion d'honneur :
  -  Chevalier de la Légion d'honneur (25 prairial an XII ; 14 juin 1804).
  -  Officier de la Légion d'honneur (1er octobre 1810)[1].
- Chevalier de l'ordre royal et militaire de Saint-Louis (5 octobre 1814)[3].

## Sources
- (en) « Generals Who Served in the French Army during the Period 1789 - 1814: Eberle to Exelmans »
- Thierry Pouliquen, « Les généraux français et étrangers ayant servis [sic] dans la Grande Armée » (consulté le 6 décembre 2013)
- « Cote LH/1094/72 », base Léonore, ministère français de la Culture
- A. Lievyns, Jean-Maurice Verdot et Pierre Bégat, Fastes de la Légion-d'honneur, biographie de tous les décorés accompagnée de l'histoire législative et réglementaire de l'ordre, tome 5, Bureau de l’administration, 1847, 575 p. (lire en ligne), p. 321.